# Lista de municípios do Amapá por área urbana
Essa é uma lista de municípios do Amapá por área urbanizada, com dados do Instituto Brasileiro de Geografia e Estatística (IBGE) referentes a 2019.

## Classificação
| Posição     | Município               | Área urbana (km²) |
| ----------- | ----------------------- | ----------------- |
| 1           | Macapá                  | 82,2877           |
| 2           | Santana                 | 18,9743           |
| 3           | Laranjal do Jari        | 8,0578            |
| 4           | Oiapoque                | 7,7112            |
| 5           | Porto Grande            | 5,5842            |
| 6           | Mazagão                 | 4,4442            |
| 7           | Tartarugalzinho         | 3,642             |
| 8           | Pedra Branca do Amapari | 3,5312            |
| 9           | Calçoene                | 3,3621            |
| 10          | Ferreira Gomes          | 2,4783            |
| 11          | Vitória do Jari         | 2,2684            |
| 12          | Serra do Navio          | 2,0196            |
| 13          | Itaubal                 | 2,0027            |
| 14          | Amapá                   | 1,9746            |
| 15          | Pracuúba                | 1,4803            |
| 16          | Cutias                  | 1,3997            |
| Total (km²) | Total (km²)             | 151,2183          |